# Glyphina jacutensis
Glyphina jacutensis är en insektsart som beskrevs av Carl Julius Bernhard Börner 1950. I den svenska databasen Dyntaxa används istället namnet Glyphina schrankiana. Enligt Catalogue of Life ingår Glyphina jacutensis i släktet Glyphina och familjen långrörsbladlöss, men enligt Dyntaxa är tillhörigheten istället släktet Glyphina och familjen gömbenbladlöss. Arten är reproducerande i Sverige. Inga underarter finns listade i Catalogue of Life.